# Jasenová
Jasenová (Hongaars: Jaszenova) is een Slowaakse gemeente in de regio Žilina, en maakt deel uit van het district Dolný Kubín.
Jasenová telt 401 inwoners.